# Петряево (Солигаличский район)
Петряево — деревня в Солигаличском районе Костромской области. Входит в состав Солигаличского сельского поселения

## География
Находится в северо-западной части Костромской области на расстоянии приблизительно 22 км на север-северо-запад по прямой от города Солигалич, административного центра района.

## История
В XIX веке деревня входила сначала в Тотемский уезд Вологодской губернии, а потом в Солигаличский уезд Костромской губернии. В 1859 году здесь был отмечен 1 двор, в 1907 году—7. До 2018 года входила в состав Васильевского сельского поселения до его упразднения.

## Население
Постоянное население составляло 7 человек (1859 год), 29 (1897), 29 (1907), 0 как в 2002 году, так и в 2022.